# Decir adiós
"Decir adiós" es el título de una balada escrita y producida por el músico y productor musical colombo-estadounidense Kike Santander e interpretada por el artista puertorriqueño-estadounidense Carlos Ponce, se incluyó en el álbum debut de estudio homónimo Carlos Ponce (1998). La canción fue lanzada como el segundo sencillo del álbum por la empresa discográfica EMI Latin el 27 de julio de 1998. La canción se convirtió en su segundo número uno en las listas Hot Latin Tracks y Latin Pop Airplay en los Estados Unidos. Fue reconocida como una canción premiada en los Premios Latinos BMI del año 2000.  Su vídeo musical fue filmado en Miami y dirigido por JC Barros. 

## Listas
| Listas (1998)                 | Máxima posición |
| ----------------------------- | --------------- |
| Hot Latin Songs (Billboard)   | 1               |
| Latin Pop Airplay (Billboard) | 1               |